# Persönliche Erinnerungen an Jeanne d’Arc
Persönliche Erinnerungen an Jeanne d’Arc (Original: Personal Recollections on Joan of Arc) ist ein historischer Roman des amerikanischen Schriftstellers Mark Twain. Er wurde 1895 erstmals in Harper’s Magazine
veröffentlicht und erschien 1896 in Buchform. Es ist ein für Twain ungewöhnlicher Text. Trotzdem hielt er diesen Roman für sein bestes Werk, was wohl auf das hier von ihm geschaffene Idealbild der reinen Jungfrau der Jeanne d’Arc zurückzuführen ist (das für ihn auch seine eigene Frau verkörperte).
Unter den vielen Bearbeitungen, die der Jeanne-d’Arc-Stoff in der Literatur gefunden hat, steht die Mark Twains nicht nur chronologisch zwischen Friedrich Schiller (1801) und George Bernard Shaw (1923); mit ihrem Versuch, ernsthafte Geschichtsschreibung und romantisch-tragische Weltsicht mit burlesken Elementen zu verbinden, stehen die ‚Erinnerungen’ auch literaturhistorisch zwischen diesen beiden herausragenden Gestaltungen des Themas.
Im Gegensatz zum ‚gewohnten’ Satiriker ergeht sich Twain hier in sehr romantischen, langatmigen, sentimentalen und pathetischen Ergüssen („Sie war vielleicht der einzige selbstlose Mensch, dessen Name in der weltlichen Geschichte einen Platz hat“, Vorwort), was ihn auch dazu bewog, das Werk nicht unter seinem gewohnten Pseudonym „Mark Twain“ zu veröffentlichen. Er platziert seine Titelheldin in ihrer welthistorischen Bedeutung direkt hinter Christus. Von seinen drei historischen Romanen – neben diesem Werk Der Prinz und der Bettelknabe 1861 und Ein Yankee am Hofe des Königs Artus 1889 – ist dieser der ambitionierteste und am wenigsten satirische.
Um diese „Erinnerungen“ als historisch objektiv erscheinen zu lassen, hat Mark Twain gleich zwei (fiktive) „Autoritäten“ erfunden: den Pagen und Sekretär Sieur Louis de Conte („frei übersetzt aus altertümlichem Französisch in modernes Englisch“), der angeblich im selben Dorf aufgewachsen ist, und den Übersetzer Jean François Alden, der aus der Sicht des 19. Jahrhunderts weitere Kommentare in Fußnoten zu den ‚Erinnerungen’ Contes beisteuert. Conte verfasst seine Erinnerungen im Alter von 82 Jahren nicht zufällig ausgerechnet angeblich im Jahr 1492, dem Jahr der Entdeckung Amerikas, und widmet sie seinen Ururgroßneffen und -nichten.
Mark Twain hat tatsächlich ausführlich die ihm zur Verfügung stehende Fachliteratur studiert und in einem pseudowissenschaftlichen Apparat zusammengestellt; die biografischen Fakten aus dem Leben der Jeanne d’Arc sowie der historische Ablauf sind weitgehend authentisch. Einige eingefügte fiktive Charaktere (Conte, Rainguesson, der Paladin) und einige deutlich erfundene Episoden lassen hin und wieder den ‚alten’ Mark Twain erkennen, der aber meist hinter der Masse des historischen Materials verschwindet; auch gelegentliche Interpretationen und Kommentare historischer Vorgänge (aus der Feder des fiktiven Conte) lockern die ‚Erinnerungen’ auf.